# Greyhound
Greyhound, též anglický chrt, je nápadně ušlechtilý a výrazný pes atletické postavy, vysoký a velkorysých linií.

## Vzhled
Anglický chrt je elegantní a nápadně štíhlý pes, pevné konstituce, ušlechtilých proporcí i linie. Při běhu může vyvinout rychlost až 60 km/h. Oči jsou tmavé, s klidným výrazem. Uši má malé, jemné, ve tvaru plátků růže, s krátkou a měkkou srstí. Krk je dlouhý, klenutý a svalnatý. Hruď je hluboká a mohutná. Hřbet protáhlý, široký a rovný. Dlouhé a rovné přední končetiny mají pevné kosti. Ocas je dlouhý, šavlovitě zahnutý, nízko nasazený, u kořene silný, postupně se zužuje.

## Původ

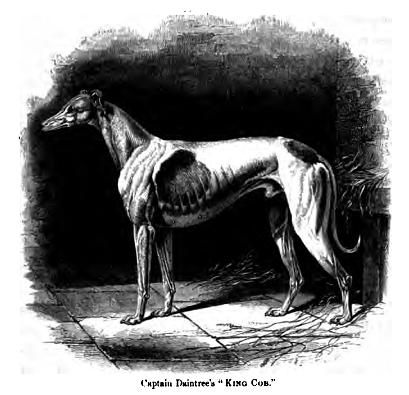
Historický portrét greyhounda

Psi velmi podobni dnešním chrtům byli známi již před pěti tisíci lety v oblasti severní Afriky. Dávná vyobrazení psů, velice podobných chrtům, nacházíme již na basreliéfech ze starověkého Egypta. Tento typ psa, který se vyvinul v izolaci pouštní krajiny, bez míšení s jinými plemeny, se totiž od starověku téměř nezměnil. Můžeme se pouze domnívat, zda dnešní plemena chrtů mají skutečně původ ve starém Egyptě (ovšem u tzv. primitivních plemen honičů lovících zrakem, jako je např. Ibizský podenco, či faraonský pes, je návaznost na starověké egyptské honiče téměř jistá), či na blízkém Východě. Zřejmě ale náleží dnešní chrti k jiné vývojové linii.
S větší jistotou můžeme říct, že na Britské ostrovy přišli chrti s keltskými kmeny, na kontinentu se již tehdy vyskytovali chrti podobní dnešnímu Polskému chrtovi. V Británii podobně jako jinde ve světě bylo držení chrtích smeček výsadou šlechty, byli používáni jak pro lov malé zvěře, tak pro lov vysoké. Tomu odpovídal i různorodý zjev chrtů na Britských ostrovech a množství různých pojmenování. Někteří byli menší, pro lov králíků a zajíců, pro štvanice se chovali větší a silnější psi. Na menších jedincích bylo postaveno plemeno whippet, který si získal popularitu zejména u chudších vrstev jako malý dostihový psík. V rukou šlechtických rodin vznikla plemena greyhound (krátkosrstý) a skotský deerhound (hrubosrstý), původní irský vlkodav již vyhynul s vymýcením vlků a jiné velké zvěře na ostrovech, dnešní vlkodav je pouze produkt novodobé rekonstrukce.

## Novodobá historie

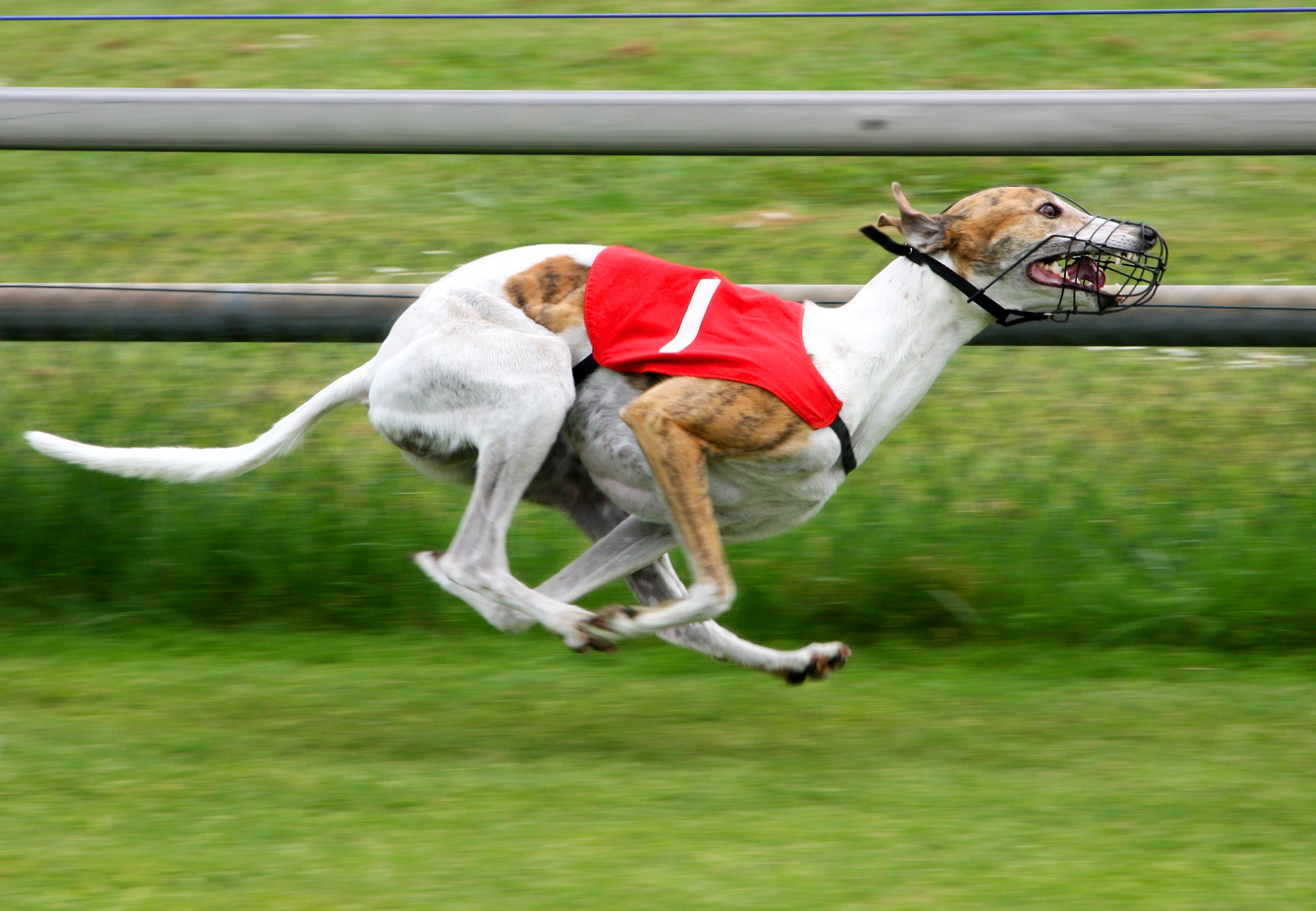
Greyhound při dostihu

Greyhoundi byli šlechtěni jako výkonní lovečtí psi a v minulosti byly velmi populární sportovní štvanice, na kterých psi měřili své síly a rozhodčí srovnával dovednosti, bystrost, rychlost a obratnost jednotlivých psů. Greyhound tedy nebyl prvoplánově šlechtěn jako dostihový pes, ale jako pes lovecký. Dostihy, tak jak je známe dnes jsou produktem dvacátého století a zejména v Americe a Austrálii zažily velký boom. Bohužel možnost sázek a popularita učinily z tohoto sportu průmysl, greyhound se stal výrobním prostředkem a mnohdy se s ním zacházelo jako s věcí. Veřejnost byla stavem věcí velmi pobouřena a velké množství drah ukončilo svou činnost (také mimo jiné např. ve Španělsku) a oblíbenost dostihového sportu poklesla. Nicméně i dnes probíhají chrtí dostihy a velké množství aktivistů se ve spolupráci s dostihovými drahami snaží o dosažení co nejlepších podmínek závodních psů a jejich umístění do nových domovů po ukončení kariéry.
Koncem 19. století se v Británii začaly pořádat výstavy psů a postupně se oddělila linie, která byla šlechtěna pro lov a sport od výstavní linie greyhoundů. Dnes obě linie existují i u nás. Udržují se tak prakticky dvě plemena, která se v amatérských evropských chovech zapisují do jedné plemenné knihy. Greyhoundi jsou drženi jako psi společenští, výstavní a pro amatérské dostihy (které jsou pořádány hlavně pro radost psů, nikoli pro zisk a sázky), popularitu si v Evropě získává i tzv. coursing - terénní dostih, který imituje přirozený lov zajíce v přírodě pomocí igelitové návnady. Coursingu se účastní zejména jedinci z výstavních linií.

## Charakteristika a využití
Velmi klasické křivky jsou již po staletí předmětem obdivu umělců naší kultury. Anglický chrt je velmi vstřícné zvíře, které umí ocenit pohodlí a pozornost. Je to lovecký pes, který při lovu užívá svůj vynikající zrak, namísto čichu. Moderní greyhound byl specialistou pro lov zajíců, králíků, výjimečně třeba i lišek. Dnes ušlechtilý průvodce a společník, rád se bude účastnit dlouhých i krátkých procházek, vyjížděk s koňmi apod. Není příliš vhodný pro různé typy výcviku, ale všichni psi musí absolvovat výchovu a základní výcvik proto, aby z nich byli skutečně příjemní a sofistikovaní společníci. Někteří z nich se ovšem cvičení rádi zúčastňují a mohou se věnovat agility, dogdancingu apod.